# Monomma senegalense
Monomma senegalense is een keversoort uit de familie somberkevers (Zopheridae). De wetenschappelijke naam van de soort werd in 1894 gepubliceerd door Léon Marc Herminie Fairmaire.